# Marcelino García Paniagua
Marcelino García Paniagua (* 1929 in Autlán de Navarro, Jalisco; † 19. Juni 2007 in Guadalajara, Jalisco) war ein mexikanischer Unternehmer, Politiker und Fußballfunktionär. Nachdem er von 1985 bis 1988 Vereinspräsident von Deportivo Guadalajara war, war er in den Jahren 1988 und 1989 sowie später noch einmal 1993 und 1994 Präsident des Mexikanischen Fußballverbandes.

## Leben
Während seiner Präsidentschaft bei Deportivo Guadalajara konnte eine 17-jährige Erfolglosigkeit – die Zeit der „Chivas flacas“ – beendet werden, als die Fußballmannschaft in der Saison 1986/87 ihren insgesamt neunten Meistertitel gewann.
Marcelino García Paniagua starb in den frühen Morgenstunden des 19. Juni 2007 an den Folgen eines Krebsleidens.

## Familie
Sein Vater war der General Marcelino García Barragán, der von 1943 bis 1947 Gouverneur des Bundesstaates Jalisco und von 1964 bis 1970 Verteidigungsminister in der Regierung Gustavo Díaz Ordaz war.
Sein Bruder Javier García Paniagua leitete von 1976 bis 1982 während der Präsidentschaft von José López Portillo die Föderale Sicherheitsbehörde – eine mächtige und nicht unumstrittene politische Polizeieinheit, die direkt dem Innenministerium unterstellt war und inzwischen aufgelöst wurde – und diente als stellvertretender Innenminister. Javier García Paniagua bewarb sich um die Kandidatur zur nächsten Präsidentschaftswahl 1982, unterlag aber im parteiinternen Auswahlverfahren gegen Miguel de la Madrid Hurtado.
Sein Neffe Javier García Morales – Sohn seines gleichnamigen Bruders Javier García Paniagua und allgemein bekannt unter dem Pseudonym „Javiercillo“ – hatte ebenfalls eine steile Karriere im Partido Revolucionario Institucional hingelegt und wurde am 6. September 2011 im Alter von 58 Jahren in Guadalajara auf offener Straße erschossen.